# Janne Ojanen
Pour les articles homonymes, voir Ojanen.
Temple de la renommée finlandais : 2011
Janne Ojanen (né le 9 avril 1968 à Tampere en Finlande) est un joueur professionnel finlandais de hockey sur glace qui évoluait au poste de centre.

## Carrière

### En club
Janne Ojanen commence sa carrière pour le club de sa ville natale à Tampere. À moins de 18 ans, il joue déjà 3 matchs en SM-liiga puis, dès 1986, il est choisi par les Devils du New Jersey lors du repêchage de la LNH. En 1987, à l'issue de sa première saison complète dans la SM-liiga, il est élu meilleur joueur recrue de l'année et reçoit le trophée Jarmo-Wasama et remporte avec son équipe le titre de champion de Finlande. Après une nouvelle saison avec le Tappara Tampere qui remporte un nouveau titre, il quitte la Finlande pour rejoindre l'Amérique du Nord.
Il passe l'essentiel de sa première saison avec les Devils d'Utica, club-école des Devils du New Jersey. Pour sa deuxième saison, il joue 64 matchs dans la Ligue nationale de hockey, inscrivant 17 buts et 30 points. Il retourne ensuite en Finlande jouer deux nouvelles saisons avec son club formateur mais rejoint à nouveau les Devils lors des séries éliminatoires de la saison 1991-1992. La saison 1992-1993 où il ne joue que 31 matchs avec les Devils marque la fin de l'aventure nord-américaine pour Ojanen qui retourne une nouvelle fois à Tampere.
Il passe trois années dans la SM-liiga, terminant notamment troisième pointeur de la saison régulière en 1995 alors que son équipe termine à une médiocre dixième place puis deuxième pointeur en 1996.
Il signe ensuite un contrat de deux saisons en Suède avec les Malmö Redhawks. Il revient ensuite définitivement jouer avec le Tappara Tampere en 1998 dont il prend le capitanat en 2000. Lors de la saison 2001-2002, bien qu'âgé de 34 ans, il termine meilleur pointeur de la SM-liiga, remporte le trophée Lasse-Oksanen remis au meilleur joueur de l'année et est élu dans l'équipe d'étoiles.
À l'issue de la saison 2007-2008, il est à nouveau honoré et remporte le trophée Raimo-Kilpiö du joueur le plus fair-play de l'année.

### En équipe nationale
En parallèle de sa carrière en club, Ojanen a représenté son pays lors de nombreuses occasion dans les différentes compétitions internationales.
Dès 1986, il est sélectionné avec l'équipe de Finlande junior qui remporte le Championnat d'Europe. Il est alors nommé dans l'équipe d'étoiles du tournoi. En 1987, il remporte une nouvelle médaille d'or avec l'équipe des moins de 20 ans et est nommé dans la deuxième équipe d'étoiles. Alors qu'il n'a que 19 ans, il est aussi sélectionné dans l'équipe senior finlandaise au Championnat du monde et lors de la Coupe Canada.
En 1988, il remporte la médaille de bronze pour sa dernière compétition avec l'équipe junior puis la médaille d'argent au cours de ses premiers Jeux olympiques, la Finlande y étant la seule équipe à battre l'URSS qui remporte le tournoi. En 1994, il remporte une nouvelle médaille olympique, de bronze cette fois-ci, puis la médaille d'argent au championnat du monde. En 1995, il fait partie de l'équipe de Finlande qui remporte son premier titre de champion du monde.
Il termine sa carrière internationale en 2002 après 96 matchs, 33 but et 75 points marqués avec son pays.

## Statistiques

### En club
Pour les significations des abréviations, voir Statistiques du hockey sur glace.
| Saison          | Équipe                 | Ligue           |     | Saison régulière | Saison régulière | Saison régulière | Saison régulière | Saison régulière |    | Séries éliminatoires | Séries éliminatoires | Séries éliminatoires | Séries éliminatoires | Séries éliminatoires |
| Saison          | Équipe                 | Ligue           | PJ  | B                | A                | Pts              | Pun              | PJ               | B  | A                    | Pts                  | Pun                  |                      |                      |
| 1985-1986       | Tappara Tampere        | SM-liiga        | 3   | 0                | 0                | 0                | 2                | --               | -- | --                   | --                   | --                   |                      |                      |
| 1986-1987       | Tappara Tampere        | SM-liiga        | 40  | 18               | 13               | 31               | 16               | 9                | 4  | 6                    | 10                   | 2                    |                      |                      |
| 1987-1988       | Tappara Tampere        | SM-liiga        | 44  | 21               | 31               | 52               | 30               |                  |    |                      |                      |                      |                      |                      |
| 1988-1989       | Devils d'Utica         | LAH             | 72  | 23               | 37               | 60               | 10               | 5                | 0  | 3                    | 3                    | 0                    |                      |                      |
| 1988-1989       | Devils du New Jersey   | LNH             | 3   | 0                | 1                | 1                | 2                | --               | -- | --                   | --                   | --                   |                      |                      |
| 1989-1990       | Devils du New Jersey   | LNH             | 64  | 17               | 13               | 30               | 12               | --               | -- | --                   | --                   | --                   |                      |                      |
| 1990-1991       | Tappara Tampere        | SM-liiga        | 44  | 15               | 33               | 48               | 36               | 3                | 1  | 2                    | 3                    | 6                    |                      |                      |
| 1991-1992       | Tappara Tampere        | SM-liiga        | 44  | 21               | 27               | 48               | 24               | --               | -- | --                   | --                   | --                   |                      |                      |
| 1991-1992       | Devils du New Jersey   | LNH             | --  | --               | --               | --               | --               | 3                | 0  | 2                    | 2                    | 0                    |                      |                      |
| 1992-1993       | Cyclones de Cincinnati | LIH             | 7   | 1                | 8                | 9                | 0                | --               | -- | --                   | --                   | --                   |                      |                      |
| 1992-1993       | Devils du New Jersey   | LNH             | 31  | 4                | 9                | 13               | 14               | --               | -- | --                   | --                   | --                   |                      |                      |
| 1993-1994       | Tappara Tampere        | SM-liiga        | 39  | 22               | 24               | 46               | 24               | 10               | 2  | 9                    | 11                   | 2                    |                      |                      |
| 1994-1995       | Tappara Tampere        | SM-liiga        | 50  | 22               | 33               | 55               | 74               | --               | -- | --                   | --                   | --                   |                      |                      |
| 1994-1995       | HC Lugano              | LNA             | --  | --               | --               | --               | --               | 1                | 0  | 1                    | 1                    | 0                    |                      |                      |
| 1995-1996       | Tappara Tampere        | SM-liiga        | 45  | 20               | 44               | 64               | 34               | 4                | 2  | 2                    | 4                    | 2                    |                      |                      |
| 1996-1997       | Malmö Redhawks         | Elitserien      | 41  | 10               | 29               | 39               | 28               | 4                | 0  | 1                    | 1                    | 4                    |                      |                      |
| 1997-1998       | Malmö Redhawks         | Elitserien      | 45  | 11               | 22               | 33               | 25               |                  |    |                      |                      |                      |                      |                      |
| 1998-1999       | Tappara Tampere        | SM-liiga        | 54  | 14               | 32               | 46               | 30               | --               | -- | --                   | --                   | --                   |                      |                      |
| 1999-2000       | Tappara Tampere        | SM-liiga        | 53  | 18               | 47               | 65               | 54               | 4                | 3  | 4                    | 7                    | 2                    |                      |                      |
| 2000-2001       | Tappara Tampere        | SM-liiga        | 54  | 15               | 26               | 41               | 71               | 10               | 2  | 4                    | 6                    | 33                   |                      |                      |
| 2001-2002       | Tappara Tampere        | SM-liiga        | 54  | 20               | 41               | 61               | 30               | 10               | 2  | 7                    | 9                    | 6                    |                      |                      |
| 2002-2003       | Tappara Tampere        | SM-liiga        | 56  | 12               | 27               | 39               | 16               | 15               | 2  | 5                    | 7                    | 4                    |                      |                      |
| 2003-2004       | Tappara Tampere        | SM-liiga        | 43  | 11               | 20               | 31               | 49               | 3                | 1  | 0                    | 1                    | 0                    |                      |                      |
| 2004-2005       | Tappara Tampere        | SM-liiga        | 52  | 16               | 13               | 29               | 44               | 8                | 2  | 2                    | 4                    | 16                   |                      |                      |
| 2005-2006       | Tappara Tampere        | SM-liiga        | 47  | 7                | 21               | 28               | 36               | 6                | 1  | 0                    | 1                    | 8                    |                      |                      |
| 2006-2007       | Tappara Tampere        | SM-liiga        | 56  | 12               | 32               | 44               | 38               | 5                | 0  | 1                    | 1                    | 2                    |                      |                      |
| 2007-2008       | Tappara Tampere        | SM-liiga        | 56  | 17               | 35               | 52               | 26               |                  |    |                      |                      |                      |                      |                      |
| 2008-2009       | Tappara Tampere        | SM-liiga        | 24  | 2                | 11               | 13               | 22               |                  |    |                      |                      |                      |                      |                      |
| 2009-2010       | Tappara Tampere        | SM-liiga        | 18  | 1                | 6                | 7                | 24               | 5                | 0  | 2                    | 2                    | 4                    |                      |                      |
| Totaux SM-liiga | Totaux SM-liiga        | Totaux SM-liiga | 876 | 283              | 516              | 799              | 678              | 117              | 32 | 53                   | 85                   | 109                  |                      |                      |

### En équipe nationale
Ces statistiques ne tiennent pas compte des matchs amicaux.
| Année  | Équipe       | Compétition                 |    | PJ | B  | A  | Pts | Pun | +/-                |  | Résultat |
| 1986   | Finlande jr. | Championnat d'Europe junior | 5  | 4  | 6  | 10 | 6   | --  | Médaille d'or      |  |          |
| 1987   | Finlande jr. | Championnat du monde junior | 7  | 3  | 9  | 12 | 6   | --  | Médaille d'or      |  |          |
| 1987   | Finlande     | Championnat du monde        | 8  | 3  | 3  | 6  | 9   | +5  | 5e place           |  |          |
| 1987   | Finlande     | Coupe Canada                | 5  | 0  | 1  | 1  | 0   | --  | 6e place           |  |          |
| 1988   | Finlande     | Championnat du monde junior | 7  | 6  | 5  | 11 | 16  | --  | Médaille de bronze |  |          |
| 1988   | Finlande     | Jeux olympiques             | 8  | 2  | 1  | 3  | 4   | +7  | Médaille d'argent  |  |          |
| 1991   | Finlande     | Coupe Canada                | 6  | 2  | 2  | 4  | 2   | -1  | Demi-finale        |  |          |
| 1994   | Finlande     | Jeux olympiques             | 8  | 4  | 2  | 6  | 8   | +7  | Médaille de bronze |  |          |
| 1994   | Finlande     | Championnat du monde        | 8  | 2  | 2  | 4  | 6   | +6  | Médaille d'argent  |  |          |
| 1995   | Finlande     | Championnat du monde        | 8  | 0  | 4  | 4  | 4   | +4  | Médaille d'or      |  |          |
| 1996   | Finlande     | Championnat du monde        | 6  | 2  | 0  | 2  | 6   | -1  | 5e place           |  |          |
| 1996   | Finlande     | Coupe du monde              | 4  | 1  | 1  | 2  | 0   | +1  | Quart-de-finale    |  |          |
| 1997   | Finlande     | Championnat du monde        | 7  | 2  | 4  | 6  | 6   | +5  | 5e place           |  |          |
| 2002   | Finlande     | Championnat du monde        | 9  | 2  | 2  | 4  | 8   | -1  | 4e place           |  |          |
| Totaux | Totaux       | Totaux                      | 96 | 33 | 42 | 75 | 85  | --  |                    |  |          |

## Trophées et récompenses
- 1986
  - Équipe d'étoiles du championnat d'Europe junior.
- 1987
  - Trophée Jarmo-Wasama du meilleur joueur recrue de la SM-liiga.
  - Deuxième équipe d'étoiles du championnat du monde junior.
- 2002
  - Trophée Lasse-Oksanen du meilleur joueur de la SM-liiga.
  - Trophée Veli-Pekka-Ketola du meilleur pointeur de la SM-liiga
  - Équipe d'étoiles de la SM-liiga